# Solniki Wielkie
Solniki Wielkie (deutsch Groß Zöllnig) ist ein Dorf in Niederschlesien. Der Ort liegt in der Gmina Bierutów im Powiat Oleśnicki in der polnischen Woiwodschaft Niederschlesien.

## Geographie

### Geographische Lage
Das Straßendorf Solniki Wielkie liegt sieben Kilometer nordwestlich des Gemeindesitzes Bierutów (Bernstadt an der Weide), acht Kilometer südöstlich der Kreisstadt Oleśnica (Oels) und 45 Kilometer östlich der Woiwodschaftshauptstadt Breslau. Der Ort liegt in der Nizina Śląska (Schlesische Tiefebene) innerhalb der Równina Oleśnicka (Oelser Ebene). Das Dorf liegt am Bach Smojna.
Südlich des Dorfes verläuft die Bahnstrecke Kalety–Wrocław. Durch den Ort verläuft die Woiwodschaftsstraße Droga wojewódzka 451.

### Nachbarorte
Nachbarorte von Solniki Wielkie sind im Westen Smolna (Schmollen), im Osten Strzałkowa (Schützendorf) und im Südosten Solniki Małe (Klein Zöllnig).

## Geschichte

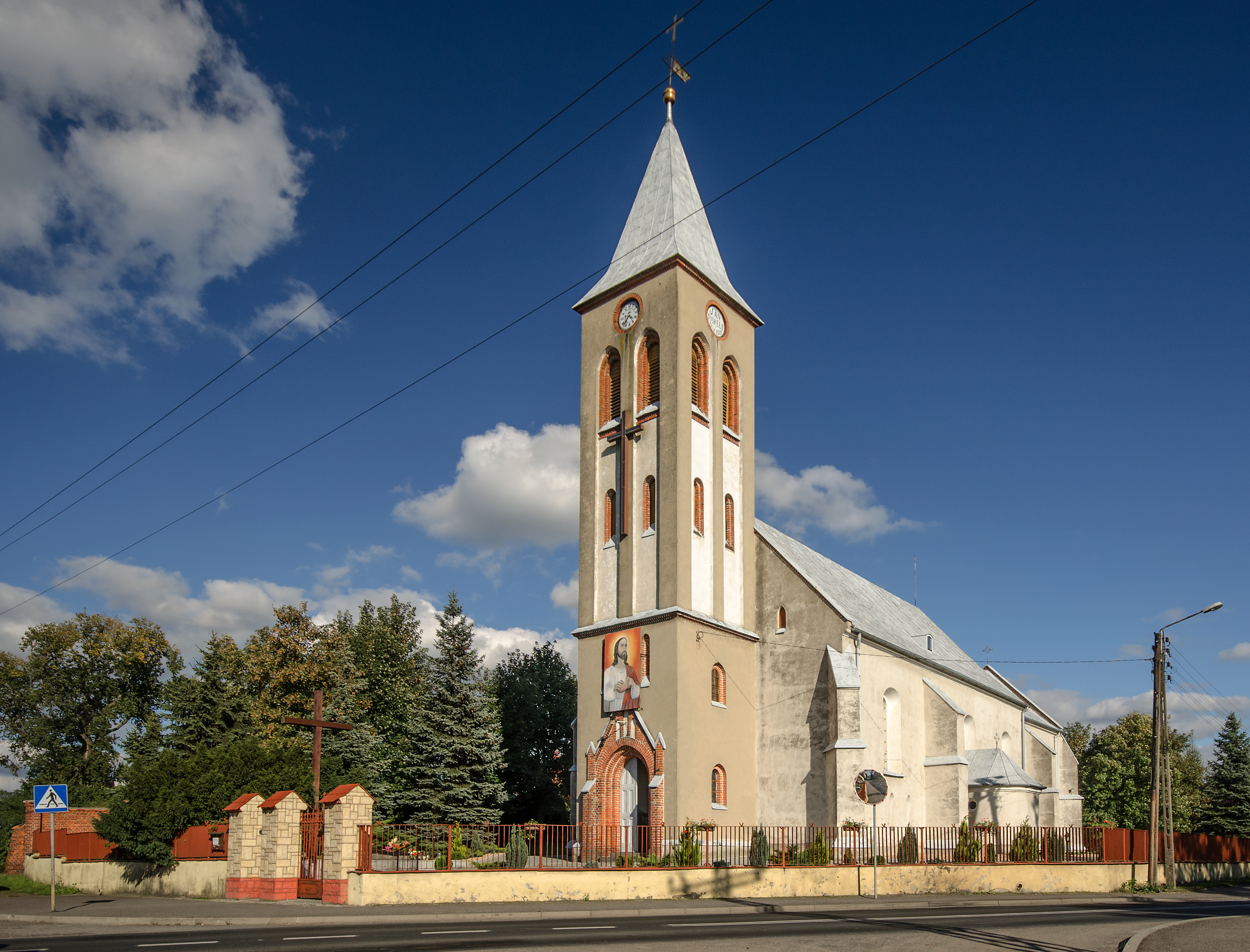
Michaeliskirche

Das Dorf wird 1245 erstmals als Solnici erwähnt. In dem Werk  Liber fundationis episcopatus Vratislaviensis aus den Jahren 1295–1305 wird der Ort als Czolnik maiori erwähnt.
Nach dem Ersten Schlesischen Krieg 1742 fiel Groß Zöllnig zusammen mit dem größten Teil Schlesiens an Preußen.
Nach der Neugliederung Preußens gehörte die Landgemeinde Groß Zöllnig ab 1815 zur Provinz Schlesien und war ab 1816 dem Landkreis Oels eingegliedert. 1874 wurde der Amtsbezirk Groß Zöllnig gegründet, welcher die Landgemeinden Groß Zöllnig, Klein Zöllnig und Sadewitz umfasste. 1885 zählte der Ort 744 Einwohner.
1933 zählte der Ort 766, 1939 wiederum 786 Einwohner. Bis 1945 befand sich der Ort im Landkreis Oels.
Als Folge des Zweiten Weltkriegs fiel Groß Zöllnig wie fast ganz Schlesien 1945 an Polen, wurde in Solniki Wielkie umbenannt und der Woiwodschaft Breslau angegliedert. Die deutsche Bevölkerung wurde, soweit sie nicht vorher geflohen war, weitgehend vertrieben. Die neu angesiedelten Bewohner waren zum Teil Heimatvertriebene aus Ostpolen. 1999 kam der Ort zum Powiat Oleśnicki in der Woiwodschaft Niederschlesien.

## Sehenswürdigkeiten

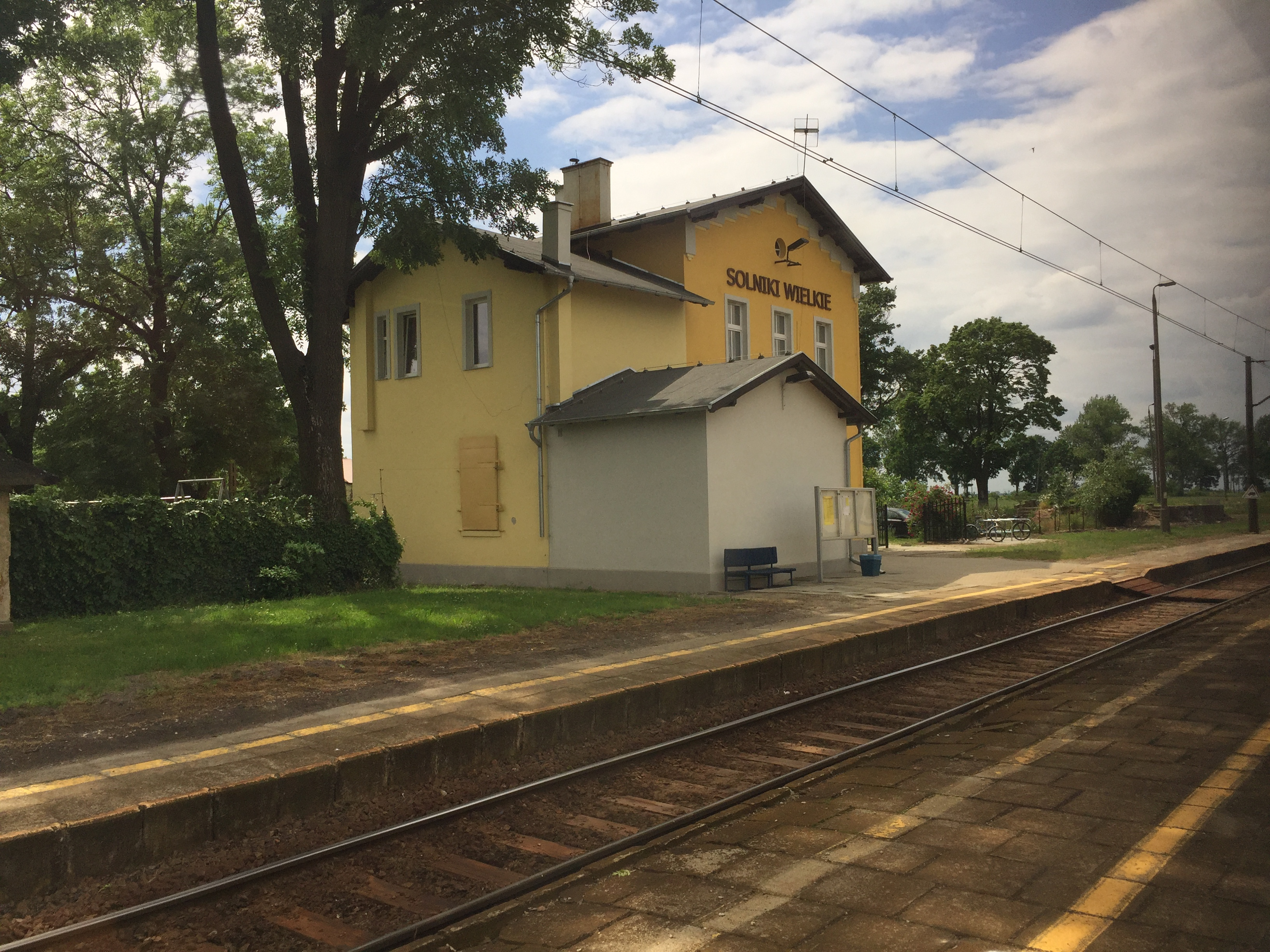
Bahnhof Solniki Wielkie

- Die römisch-katholische Michaeliskirche (poln. Kościół św. Michała Archanioła) wurde 1335 erstmals erwähnt. Der heutige steinerne Kirchenbau wurde im 15. Jahrhundert errichtet. 1864 wurde der Glockenturm errichtet. Die Inneneinrichtung stammt größtenteils aus dem 18. Jahrhundert im spätbarocken Stil.[5]
- Empfangsgebäude des Bahnhofes Solniki Wielkie
- Denkmal für die Verstorbenen beider Weltkriege

## Vereine
- Freiwillige Feuerwehr OSP Solniki Wielkie